# Рамон Тауичи Агилера (стадион)
«Рамо́н Тауи́чи Агиле́ра» (исп. Estadio Ramon Tahuichi Aguilera Costas) — второй по вместимости стадион Боливии, расположенный в городе Санта-Крус-де-ла-Сьерра. На нём выступают все профессиональные команды города, в том числе становившиеся чемпионами Боливии «Ориенте Петролеро» и «Блуминг». Стадион вмещает 38,5 тысяч зрителей.
На «Рамоне Тауичи Агилере» проходили матчи Кубка Америки 1997 года.

## История
Стадион департамента Санта-Крус (исп. Estadio Departamental de Santa Cruz) был заложен 28 января 1938 года, а первый матч на нём состоялся в 1940 году. Длительное время на арена использовалась для игр в рамках любительского чемпионата департамента Санта-Крус.
В 1972 году стадион был переименован в честь погибшего автогонщика Вильяма («Вилли») Бендека (исп. Estadio William Bendeck). Но уже через семь лет арена получила новое имя. Рамон Агилера Костас по прозвищу «Тауичи» — боливийский футболист начала XX века. Его сын Роли Агилера также был футболистом, но бо́льшую известность получил как инженер. Он основал одну из самых знаменитых молодёжных академий Боливии и Южной Америки и назвал её в честь своего отца. В 1979 году команда академии «Тауичи» выиграла международный турнир для футболистов не старше 15 лет, который состоялся в Аргентине. В связи с тем, что академия «Тауичи» получила известность во многих странах мира, руководство департамента приняло решение дать стадиону название, схожее с названием академии.
Стадион был существенно реконструирован в 1995—1996 годах в ходе подготовки к матчам Кубка Америки 1997 года. На «Рамоне Агилере» прошли все шесть матчей группы C континентального турнира, с участием сборных Бразилии (будущий чемпион), Мексики, Колумбии и Коста-Рики. Также на стадионе в Санта-Крусе-де-ла-Сьерре состоялись матчи 1/4 финала (Бразилия — Парагвай) и полуфинала Кубка Америки (Бразилия — Перу).
В июле 2017 года стало известно, что для модернизации стадиона группа инвесторов вложит 6 млн долларов США. В первую очередь обновлению будет подлежать освещение арены. На ней установят два трансформатора и 250 ламп, которые обеспечат освещённость в 1800 люкс.
На «Рамоне Тауичи Агилере» выступают все профессиональные команды города Санта-Крус-де-ла-Сьерры — «Ориенте Петролеро», «Блуминг», «Дестройерс», «Рояль Пари».

## Важнейшие матчи
Ниже представлены важнейшие матчи, которые проходили на стадионе «Рамон Тауичи Агилера»:
- Боливарианские игры 1993
- Матчи Кубка Америки 1997 года
- Матчи, включая финал, юношеского чемпионата Южной Америки 2003 года[5]